# Меритеэ, Андо
А́ндо Ме́ритеэ (30 июля 1974, Таллин) — эстонский рэндзист, четырехкратный чемпион мира (1993, 1999, 2001, 2005).

## Биография
Заниматься рэндзю начал в возрасте 13 лет. Будучи ещё юношей, в 1989 году впервые участвовал в турнире вне Эстонии (в Нижнем Новгороде), где, несмотря на сильный старт, занял седьмое место, выполнив второй дан. В то же время он встретил Антса Соосырва, уже несколько лет к тому моменту являвшегося тренером в секции рэндзю.
На следующем крупном турнире, в котором участвовал Меритеэ, Ленинградском турнире "Новогодний приз" 1990 года, ему удалось поделить 4-5 места с Михаилом Кожиным, выполнив 6 дан. В 1991 году, не пройдя всесоюзный отборочный турнир для участия в квалификации чемпионата мира, участвовал в опен-турнире, проходившем параллельно с финалом чемпионата мира, и выиграл этот опен-турнир, получив, таким образом, персональное место в квалификации чемпионата мира-1993.
Спустя два года, в 1993 году, на очередном чемпионате мира, проходившем в Арьеплуге, Андо, представлявший уже Эстонию, а не СССР, успешно прошёл квалификацию и завоевал свой первый титул чемпиона мира, обойдя фаворитов Хидеки Нару и Казуто Хасэгаву и выполнив норму 9 дана. Впоследствии в 1999, 2001 и 2005 он ещё трижды завоевывал титул чемпиона мира, причем в 2001 году он выиграл все 11 партий финальной стадии.
Андо Меритеэ трижды завоевывал титул чемпиона Европы (1996, 1998, 2006). Кроме того, в 1995 и 1997 годах он становился серебряным призёром чемпионатов мира, а в 2003 - бронзовым. В 1999 году участвовал в "матче века" с легендарным японским игроком Сигэру Накамурой, выиграв матч со счетом 3,5-2,5.